# Консо, Джованни
Джованни Баттиста Консо (итал. Giovanni Battista Conso; 23 марта 1922, Турин — 2 августа 2015, Рим) — итальянский юрист и государственный деятель, председатель Конституционного суда Италии (1990—1991), министр юстиции Италии (1993—1994).

## Биография
В 1945 году окончил юридический факультет Туринского университета.
Преподаватель уголовно-процессуального права с 1956 года в университетах Урбино, Генуи, Турина и Рима. Являлся почетным профессором уголовно-процессуального права Туринского университета.
С 1974 по 1976 годы был заместителем председателя комиссии по реформе уголовно-процессуального кодекса, с 1976 по 1981 годы — член Высшего судебного совета, в 1981 году — заместитель его председателя.
25 января 1982 года назначен по квоте президента Италии судьёй Конституционного суда, 18 октября 1990 года избран председателем суда и оставался в должности до 3 февраля 1991 года.
В 1992 году Демократическая партия левых сил выдвинула кандидатуру Джованни Консо на президентских выборах, и за него проголосовали 253 выборщика.
Министр юстиции Италии с 12 февраля по 28 апреля 1993 года в первом правительстве Амато и затем до 10 мая 1994 года — в первом правительстве Чампи.
Будучи министром юстиции, в 1993 году, в разгар операции «Чистые руки», подготовил вместе с Джулиано Амато проект постановления о декриминализации незаконного финансирования партий, который отказался подписать президент Скальфаро. Кроме того, отказался продлить строгий режим тюремного заключения для трёх сотен осуждённых мафиози, объяснив своё решение желанием добиться от коза ностра прекращения террора. Тем не менее, всегда отрицал причастность к переговорам какого-либо рода между должностными лицами государства и мафией и 3 февраля 2014 года не явился по состоянию здоровья на судебные слушания по данному вопросу.
В 1993 году избран в состав Национальной академии деи Линчеи, в 1998 году председательствовал на конференции ООН по организации международного уголовного суда, проводившейся в Риме. С 2003 по 2009 год — президент Академии деи Линчеи.
Также занимал должность заместителя председателя Итальянской компании международных организаций.

## Основные труды
- I fatti giuridici processuali penali (1955);
- Il concetto e le specie di invalidità (1955);
- Costituzione e processo penale (1969);
- Nozioni brevi di procedura penale (1985);
- Profili del nuovo codice di procedura penale (in collab. con V. Grevi, 1990).

## Награды
- Кавалер Большого креста ордена «За заслуги перед Итальянской Республикой» (25 февраля 1982)[9].